# Yueh-Lin Loo
Yueh-Lin (Lynn) Loo es una ingeniera química nacida en Malasia y profesora de ingeniería Theodora D. '78 y William H. Walton III '74 en la Universidad de Princeton, donde también es directora del Andlinger Center for Energy and the Environment Es conocida por inventar la impresión por nanotransferencia . Loo fue elegida miembro de la Sociedad de Investigación de Materiales en 2020.

## Primeros años y educación
Loo nació en Kuala Lumpur, Malasia, y luego vivió en Taipéi, Taiwán, donde asistió a la Escuela Americana de Taipéi. Se mudó a los Estados Unidos para asistir a la Universidad de Pensilvania, donde completó una licenciatura en ingeniería química y ciencia de los materiales en 1996. A continuación realizó estudios de posgrado en la Universidad de Princeton, donde se doctoró en ingeniería química en 2001 tras realizar una tesis doctoral titulada "Cristalización controlada de polímeros mediante el autoensamblaje de copolímeros en bloque."

## Investigación y carrera
Posteriormente, trabajó como investigadora postdoctoral en Bell Laboratories durante un año antes de unirse al Departamento de Ingeniería Química de la Universidad de Texas en Austin. En 2004, MIT Technology Review la incluyó en su lista TR35 de innovadores menores de 35 años por su invención de la impresión por nanotransferencia, una técnica para imprimir patrones a nanoescala en superficies plásticas. Esta técnica permite la creación de dispositivos electrónicos orgánicos mediante la impresión de componentes de circuitos eléctricos en superficies de plástico.
En 2007, Loo se unió a la facultad del Departamento de Ingeniería Química y Biológica de Princeton, donde, a 2015, era profesora de ingeniería Theodora D. '78 y William H. Walton III '74. Su investigación se refiere a las estructuras periódicas de los polímeros en bloque, los semiconductores orgánicos y las técnicas de creación de patrones para la electrónica plástica.
Loo lanzó Princeton E-ffiliates Partnership (E-ffiliates) en 2012.
En 2016 fue nombrada directora del Centro Andlinger para la Energía y el Medio Ambiente.
El grupo de investigación de Loo estudia semiconductores y conductores orgánicos procesables en solución También investiga en litografía blanda. Utilizando derivados del hexabenzocoroneno, el grupo de Loo desarrolló células solares transparentes de UV cercano para ventanas inteligentes, que también contienen polímeros electrocrómicos que controlan el tinte de la ventana.

## Premios y honores
- Premio Beckman Jóvenes Investigadores 2005[14][15]
- Premio O'Donnell 2006 de la Academia de Medicina, Ingeniería y Ciencias de Texas[16][17]
- 2008 Beca de la Fundación Alfred P. Sloan[18]
- 2010 Medalla John H. Dillon de la Sociedad Estadounidense de Física[19]
- 2011 Nombrada miembro de la Global Young Academy[20]
- Premio Owens Corning a la carrera temprana 2012[21]
- 2013 Miembro electo de la Sociedad Estadounidense de Física[9]
- 2015 Finalista de los Premios Blavatnik para los Premios Nacionales de Jóvenes Científicos en la categoría de Ciencias Físicas e Ingeniería[22]
- 2020 Miembro electo de la Sociedad de Investigación de Materiales[2]